# 北方町上崎
北方町上崎（きたかたまちかみざき）は、宮崎県延岡市の町名である。2025年１月1日現在、人口61人（男30人、女31人）、世帯数29世帯である。郵便番号は、882-0126、番地につく干支は「辰」である。

## 地理
延岡市の南西部、旧北方町の南部、五ケ瀬川右岸に位置する。
北を北方町蔵田（辰）、東を北方町川水流（卯）、南を美郷町北郷黒木、西を北方町早上（巳）・北方町早日渡（巳）と接する。
かつては高千穂鉄道上崎駅が設置されていた。

## 歴史

### 沿革
- 2007年3月31日 - 北方町が延岡市に編入。「辰」のうち、通称地名「上崎」をもって「北方町上崎」が設置される。

## 小・中学校の学区
公立小・中学校の通学域は以下の通り。
小・中一貫校
- 延岡市立北方学園

## 交通

### 道路
バス

## 施設
- 高千穂鉄道高千穂線上崎駅跡